# انتخابات مجلس شورای اسلامی (۱۳۸۷–۱۳۸۶)
انتخابات دوره هشتم مجلس شورای اسلامی جمعه ۲۴ اسفند۱۳۸۶ (۱۴ مارس ۲۰۰۸)برگزار گردید. مرحله دوم انتخابات، برای تعیین تکلیف ۸۱ کرسی باقی‌مانده از مرحله اول انتخابات که در حوزه‌های انتخابیه مربوط به آنها، هیچ نامزد انتخاباتی نتوانسته بود که اکثریت مطلق آراء شرکت کنندگان در انتخابات مذکور را کسب کند، در تاریخ ۶ اردیبهشت ۱۳۸۷ برگزار گردید.
در این دوره از انتخابات، بیش از هفت هزار نفر از شهروندان ایرانی، در مهلت قانونی ثبت نام نامزدهای انتخابات مذکور، به مراکز دولتی مربوطه، مراجعه و نامزد تصدی این مسئولیت شدند . از این تعداد، تنها ۴٬۵۰۰ نفر، تایید صلاحیت شدند.
بر اساس آمارهای ارائه شده توسط وزارت کشور ایران، میزان مشارکت مردم در انتخابات ۵۵/۴۰ درصد بوده‌است.
در این دوره از انتخابات ، ۴ فهرست مهم از نامزدهای حزبی ارائه شد که عبارتند از :
- جبهه متحد اصولگرایان
- ائتلاف اصلاح طلبان
- حزب اعتماد ملی
- ائتلاف فراگیر اصول‌گرایان (جمعیت آبادگران جهادی)

توضیح آنکه در انتخابات سومین دوره شوراهای شهر و روستا، ائتلاف اصلاح طلبان و حزب اعتماد ملی، تحت عنوان ائتلاف بزرگ اصلاح طلبان، با یکدیگر ائتلاف کرده بودند .

## نتیجه
در انتخابات اصولگرایان موفق شدند حدود دوسوم کرسی‌ها را به دست آورند. جبههٔ متحد اصولگرایان اول شد و ائتلاف فراگیر اصولگرایان که به اصلاحطلبان نزدیک‌تر بود دوم.
در دور نخست انتخابات رای سه حوزهٔ دشتستان، ورزقان، چابهار و نیکشهر ابطال شد که در انتخابات میاندوره‌ای مجلس در ۲۲ خرداد ۱۳۸۸ همزمان با انتخابات ریاست‌جمهوری دهم برگزار شد (البته ظاهراً رای یعقوب جدگال در حوزهٔ چابهار و نیکشهر که باطل شده‌بود دوباره پذیرفته شد). همچنین رای قلعه‌نو نفر دوم حوزهٔ زابل و زهک باطل شد و نفر سوم و چهارم حوزه برای رقابت به دور دوم رفتند.
در دور دوم نیز سه حوزهٔ قوچان، تکاب و شاهین‌دژ و میاندوآب، لردگان را شورای نگهبان باطل کرد.
| گرایش | فهرست                                    | کرسی       | ٪          | کرسی ویژه  | ٪               | کرسی کل         | ٪               |
| --- | ---------------------------------------- | ---------- | ---------- | ---------- | --------------- | --------------- | --------------- |
| اصولگرایان | جبههٔ متحد                                | ۲۱۷        | ۷۵٪        | ۸۷         | ۳۰٪             | ۱۳۷             | ۴۷٪             |
| اصولگرایان | ائتلاف فراگیر اصول‌گرایان                 | ۲۱۷        | ۷۵٪        | ۳۹         | ۱۳٪             | ۱۰۲             | ۳۵٪             |
| اصولگرایان | مشترک دو فهرست                           | ۲۱۷        | ۷۵٪        | ۵۱         | ۱۸٪             | ۵۱              | ۱۸٪             |
| اصولگرایان | مستقل                                    | ۲۱۷        | ۷۵٪        | ۴۰         | ۱۴٪             | ۷۹              | ۲۷٪             |
| اصلاحطلبان | ائتلاف اصلاحطلبان                        | ۵۸         | ۲۰٪        | ۳۹         | ۱۳٪             | ۴۰              | ۱۴٪             |
| اصلاحطلبان | اعتماد ملی                               | ۵۸         | ۲۰٪        | ۳۹         | ۱۳٪             | ۴۰              | ۱۴٪             |
| اصلاحطلبان | مستقل                                    | ۵۸         | ۲۰٪        | ۱۹         | ۷٪              | ۷۹              | ۲۷٪             |
| مشخص‌نشده | مستقل                                    | ۲۰         | ۷٪         | ۲۰         | ۷٪              | ۷۹              | ۲۷٪             |
| اقلیت‌ها | ارمنیان                                  | ۵          | ۲٪         | ۲          | ۱٪              |                 |                 |
| اقلیت‌ها | کلیمیان                                  | ۵          | ۲٪         | ۱          | ۰٪              |                 |                 |
| اقلیت‌ها | آشوریان                                  | ۵          | ۲٪         | ۱          | ۰٪              |                 |                 |
| اقلیت‌ها | زرتشتیان                                 | ۵          | ۲٪         | ۱          | ۰٪              |                 |                 |
| مجموع | مجموع                                    | ۲۹۰        | ۱۰۰٪       | ۲۹۰        | ۱۰۰٪            |                 |                 |
| آمار کل |                                          |            |            |            |                 |                 |                 |
| آمار | آمار                                     | دور نخست   | دور نخست   | دور نخست   | دور دوم         | دور دوم         | دور دوم         |
| رای | رای                                      | ۲۴٬۲۷۹٬۷۱۷ | ۲۴٬۲۷۹٬۷۱۷ | ۲۴٬۲۷۹٬۷۱۷ | حدود ۵٫۵ میلیون | حدود ۵٫۵ میلیون | حدود ۵٫۵ میلیون |
| رای درست |                                          |            |            |            |                 |                 |                 |
| رای باطله |                                          |            |            |            |                 |                 |                 |
| مشارکت | مشارکت                                   | ۵۵٫۴٪      | ۵۵٫۴٪      | ۵۵٫۴٪      | حدود ۲۶٪        | حدود ۲۶٪        | حدود ۲۶٪        |
| واجدان | واجدان                                   | ۴۳٬۸۲۴٬۲۵۴ | ۴۳٬۸۲۴٬۲۵۴ | ۴۳٬۸۲۴٬۲۵۴ | حدود ۲۱ میلیون  | حدود ۲۱ میلیون  | حدود ۲۱ میلیون  |
| کرسی ابطال‌شده (میاندوره‌ای ۲۲ خرداد ۱۳۸۸) | کرسی ابطال‌شده (میاندوره‌ای ۲۲ خرداد ۱۳۸۸) | ۲ + ۱      | ۲ + ۱      | ۲ + ۱      | ۳               | ۳               | ۳               |
| منبع: آرایش سیاسی دور نخست، آرایش سیاسی دور دوم، واجدان شرایط دور دوم، مشارکت دور دوم، حوزه‌های ابطال‌شده (ظاهرا چابهار پس از ابطال دوباره تایید شد) |                                          |            |            |            |                 |                 |                 |

### بررسی دو دور انتخابات

نماد چهار فهرست اصلی در انتخابات مجلس هشتم

گزارش‌های ضد و نقیضی دربارهٔ نتیجهٔ انتخابات بر پایهٔ گرایش‌های سیاسی منتشر شده‌است، اما آنچه مسلم است پیروزی قاطع اصولگرایان و به دست آمدن حدود دوسوم کرسی‌های مجلس برای ایشان است.
از میان گزارش‌های گوناگون ارایه‌شده، برای دور نخست از گزارش شهاب‌نیوز استفاده شده‌است. برای دور دوم گزارش‌ها مانند هم بود که از یکی استفاده شد.
| گرایش                                       | فهرست                                       | دور ۱ | دور ۲ | برآیند |
| ------------------------------------------- | ------------------------------------------- | ----- | ----- | ------ |
| اصولگرایان                                  | جبههٔ متحد اصولگرایان                        | ۵۸    | ۱۹    | ۸۷     |
| اصولگرایان                                  | ائتلاف فراگیر اصول‌گرایان                    | ۳۱    | ۸     | ۳۹     |
| اصولگرایان                                  | مشترک جبههٔ متحد و ائتلاف فراگیر             | ۴۴    | ۷     | ۵۱     |
| اصولگرایان                                  | مستقل                                       | ۲۸    | ۱۲    | ۴۰     |
| اصلاحطلبان                                  | ائتلاف اصلاحطلبان                           | ۲۴    | ۴     | ۳۹     |
| اصلاحطلبان                                  | اعتماد ملی                                  | ۲۴    | ۳     | ۳۹     |
| اصلاحطلبان                                  | مشترک اعتماد ملی و ائتلاف اصلاحطلبان        | ۲۴    | ۸     | ۳۹     |
| اصلاحطلبان                                  | مستقل                                       | ۱۶    | ۳     | ۱۹     |
| نامشخص                                      | نامشخص                                      | ۲     | ۱۸    | ۲۰     |
| اقلیت‌های دینی                               | اقلیت‌های دینی                               | ۵     | ۰     | ۵      |
| مجموع                                       | مجموع                                       | ۲۰۸   | ۸۲    | ۲۹۰    |
| مشترک اصلاحطلبان و ائتلاف فراگیر اصولگرایان | مشترک اصلاحطلبان و ائتلاف فراگیر اصولگرایان | ۸     | ۵     | ۱۱     |

از افراد مشترک، از ۸ نفر دور نخست ۷ نفر اصلاح‌طلب و ۱ نفر اصولگرا ذکر شده‌است. از ۵ نفر دور دوم نیز ظاهراً همه اصلاح‌طلب‌اند.